# 21 Jump Street
21 Jump Street – amerykańska komedia sensacyjna z 2012 roku w reżyserii Phila Lorda i Christophera Millera. Film jest oparty na serialu telewizyjnym 21 Jump Street z 1987 roku, stworzonego przez Stephena J. Cannella i Patricka Hasburgha.
Światowa premiera filmu miała miejsce 16 marca 2012 roku, natomiast w Polsce odbyła się 13 lipca 2012 roku.

## Opis fabuły
Ofermowaty Schmidt (Jonah Hill) i osiłek Jenko (Channing Tatum), którzy chodzili do tej samej szkoły średniej i byli zaciekłymi wrogami, niespodziewanie zostają przyjaciółmi w Akademii Policyjnej. Nie zasługują na tytuł najlepszych gliniarzy na świecie – trudność sprawia im nawet zapamiętanie swoich pseudonimów podczas wykonywania zadań oraz powtarzanie policyjnej formułki, wygłaszanej w czasie aresztowań. Mimo to zostają skierowani do specjalnej jednostki, która zajmuje się rozpoznawaniem i zwalczaniem przestępczości w szkołach średnich. Wybrano ich do tej elitarnej grupy, ponieważ wyjątkowo młodo wyglądają.
Jenko i Schmidt zostawiają broń, mundury i odznaki na rzecz tajnej akcji w liceum, do którego uczęszczali dekadę wcześniej. Szybko przekonują się, że udawanie uczniów wcale nie jest tak łatwe, jak im się wydawało, a nastolatki, z którymi mają do czynienia, w niczym nie przypominają tych sprzed lat, w których się uczyli. To, co wiedzieli o seksie, narkotykach i rock'n'rollu nie jest już aktualne. Niegrzeszący inteligencją i sprytem bohaterowie muszą odnaleźć się wśród współczesnej młodzieży i powstrzymać eskalację produkcji i handlu nowo powstałego narkotyku syntetycznego.

## Obsada
- Jonah Hill jako Morton Schmidt[5]
- Channing Tatum jako Greg Jenko[6]
- Brie Larson jako Molly[7]
- Ice Cube jako kapitan Dickson[8]
- Ellie Kemper jako pani Griggs[9]
- Dave Franco jako Eric[10]
- Rob Riggle jako pan Walters[11]
- Johnny Depp jako Tom Hanson[12]
- Peter DeLuise jako Doug Penhall

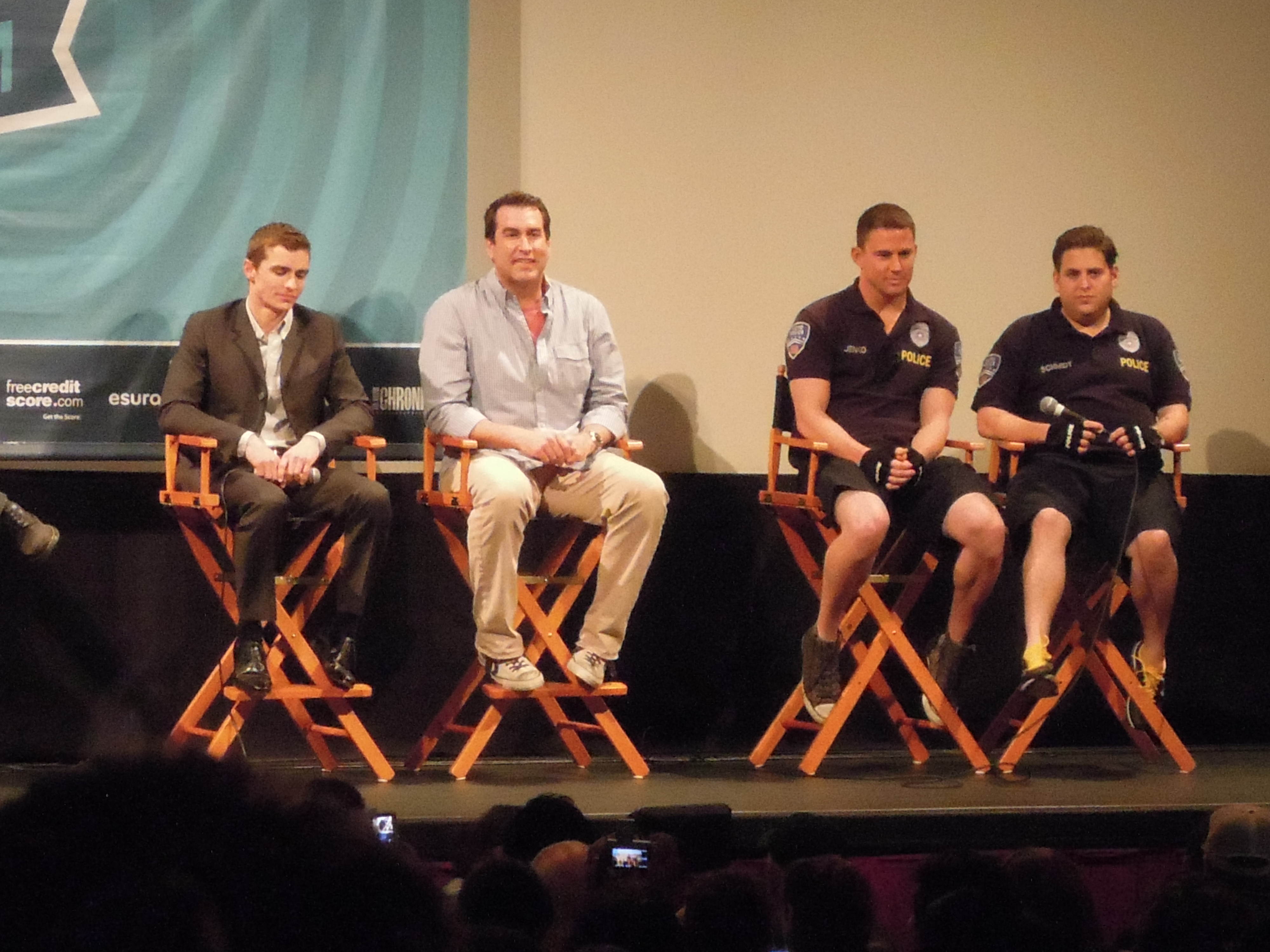
Obsada główna filmu na multimedialnym festiwalu SXSW w 2012 roku

- Holly Robinson Peete jako oficer Judy Hoffs
- Nick Offerman jako kapitan Hardy[13]
- Dakota Johnson jako Fugazy
- Rye Rye jako Jr. Jr.
- Randal Reeder jako Karl
- Valerie Tian jako Burns
- Spencer Boldman jako French Samuels
- Johnny Simmons jako Billiam Willingham
- Dax Flame jako Zack
- DeRay Davis jako Domingo
- Jake Johnson jako dyrektor Dadier
- Johnny Pemberton jako Delroy
- Justin Hires jako Juario
- Brett Lapeyrouse jako Amir
- Lindsey Broad jako Lisa
- Chanel Celaya jako Melody